# 松原千振
松原 千振（まつばら ちふる、1951年 - ）は、日本の合唱指揮者。長野県出身で現在は兵庫県宝塚市在住。東京混声合唱団正指揮者、神戸市混声合唱団音楽監督。

## 人物
小学生時代から地元の合唱団で合唱を経験した。国立音楽大学を卒業後、フィンランドのヘルシンキに渡り、シベリウス音楽院のマスタークラスを修了。エリック・エリクソン、ダン＝ウーロフ・ステーンルンドに師事した。
1978年よりフィンランドを中心に活動を開始し、ヘルシンキ大学男声合唱団（第二指揮者）、フィンランド放送室内合唱団、タピオラ合唱団などで活動。フィンランド放送室内合唱団では1985年から指揮者として携わり、主にルネサンス時代の作品の演奏を行った。1987年、フィンランド放送協会から委嘱され、フィンランドで発見された中世の単旋律聖歌の解読、復元、および蘇演を担当した。1988年からはバルト三国のプロ合唱団であるエストニア・フィルハーモニー合唱団、ラトビア放送合唱団、エストニア国立男声合唱団などの客演指揮者を務めた。
1995年、東京混声合唱団第150回定期演奏会に指揮者として出演したことを機に、1997年に同合唱団の常任指揮者に就任。同年に同合唱団初のヨーロッパ公演において指揮を担当した。2013年4月、同合唱団の正指揮者に就任。
1995年、神戸中央合唱団の常任指揮者に就任。2015年に後任を本山秀毅に譲るまで務めた。2017年10月、神戸市混声合唱団の音楽監督に就任した。

## 受賞
- 2003年 - 月刊神戸っ子 第32回ブルーメール賞＜音楽部門＞
- 2003年- 神戸市文化奨励賞

## 著作
- ジャン・シベリウス 交響曲でたどる生涯 （アルテスパブリッシング、2013年）ISBN 978-4903951676